# Mario Giacomelli
Mario Giacomelli (Senigallia, 1 de agosto de 1925 - 25 de noviembre de 2000) fue un fotógrafo italiano que formó parte del grupo fotográfico La Bussola de Venecia.

## Biografía
Con tan sólo 9 años fallece su padre y él ya comienza a escribir poemas y pintar. Desde 1938 estuvo trabajando en una empresa de tipografía y dedicaba sus fines de semana a la pintura de paisajes. Aunque la imprenta fue destruida durante la Segunda Guerra Mundial, la restauró y se convirtió en su propietario. En 1953 se compró su primera cámara fotográfica: una Comet Bencini. 
Comenzó aprendiendo él mismo la técnica necesaria pero cuando conoció a Giuseppe Cavalli pudo perfeccionar sus conocimientos y además le supuso entrar en el mundo de la fotografía artística, primero como miembro de la MISA, grupo fotográfico de Senigallia. Formaban parte de él fotógrafos como Piergiorgio Branzi, Alfredo Camisa o Silvio Pellegrini, con los que pudo aprender de su trabajo y después se integró en el grupo La Bussola, de Venecia, que representaba en Italia la innovación al igual que en España lo hacía el grupo fotográfico AFAL o en Alemania lo hizo unos años antes el grupo Fotoform.
en el final de su carrera acabó trabajando como director de cine, una de sus películas más conocidas es Excalibur, es una comedia del año 1981.

## Obra
En su obra fotográfica empleó la fotografía en blanco y negro que revelaba en papel con alto contraste, su obra se incluye en el movimiento neorrealista italiano de esa época. Uno de sus temas favoritos eran los paisajes entre los que incluyó alguno realizado desde el aire o los realizados en su viaje al Tíbet y Etiopía, pero también realizaba fotografías de animales, personas discapacitadas o peregrinos al santuario de Lourdes.
Comenzó participando en concursos y salones y su primera exposición la realizó en 1958 en la galería Il Naviglio en Milán, pero tuvo mayor relevancia la que realizó en 1964 en el MOMA de Nueva York que trataba sobre Scanno, también expuso en otros museos y galerías como en George Eastman House en Rochester, en el museo Nicéphore-Niépce de Chalon-sur-Saône, en el museo de Victoria y Alberto de Londres o el círculo de Bellas Artes de Madrid. 
Son muy numerosos los premios que obtuvo así en 1955 ganó el primer premio  en la Exposición Nacional de Castelfranco Veneto y cuarenta años después le galardonaron con el premio de cultura de la asociación alemana de fotografía.

### Series
La mayor parte de la obra de Mario Giacomelli está estructurada en forma de series y la realizó en el entorno de su ciudad natal (Senigallia), aunque también fueron numerosos su viajes dentro y fuera de Italia.

### Técnica
Las imágenes de Giacomelli se caracterizan por un contraste tonal intenso, con algunas fotografías donde los tonos existentes no son muchos más que el blanco y el negro.

## Exposiciones
Son innumerables las exposiciones y publicaciones sobre la obra de Mario Giacomelli. En 1964 el MOMA de Nueva York le incluyó en la lista de los 100 mejores fotógrafos con obra en el museo.